# 全亭武生
全亭 武生（ぜんてい ぶしょう）は、落語家の名跡。当代は「全亭 武笙」を名乗る。
かつては全亭 武正と表記していた。金原亭、古今亭としても存在した。
名前は「全体無精な〜」のもじり。
- 全亭武正 - 元∶三代目三笑亭可楽
- 全亭武正 - 後∶七代目翁家さん馬[注 1]
- 初代全亭武生 - 後∶六代目朝寝坊むらく
- 金原亭武生 - 後∶五代目古今亭志ん生
- 古今亭武生 - 後∶九代目鈴々舎馬風
- 全亭武笙 - 当該項目にて記述

全亭 武笙（1955年5月30日 - ）は、東京都出身の落語家。落語協会所属。本名∶星野 保長。出囃子は『はいさいおじさん』。

## 経歴
1978年1月、五代目鈴々舎馬風に入門。「川流亭かっぱ」を名乗る。
1982年3月、柳家小勇、柳家はん治と共に二ツ目に昇進。
1993年9月に古今亭菊寿、入船亭扇海、柳家喜多八、三遊亭若圓歌、四代目柳亭市馬、柳家さん生、三代目入船亭扇蔵、柳家はん治、古今亭志ん上と共に真打昇進し、「全亭武生」襲名。
2020年2月11日、「全亭武笙」とプチ改名。